# Base aérea de Alakurtti

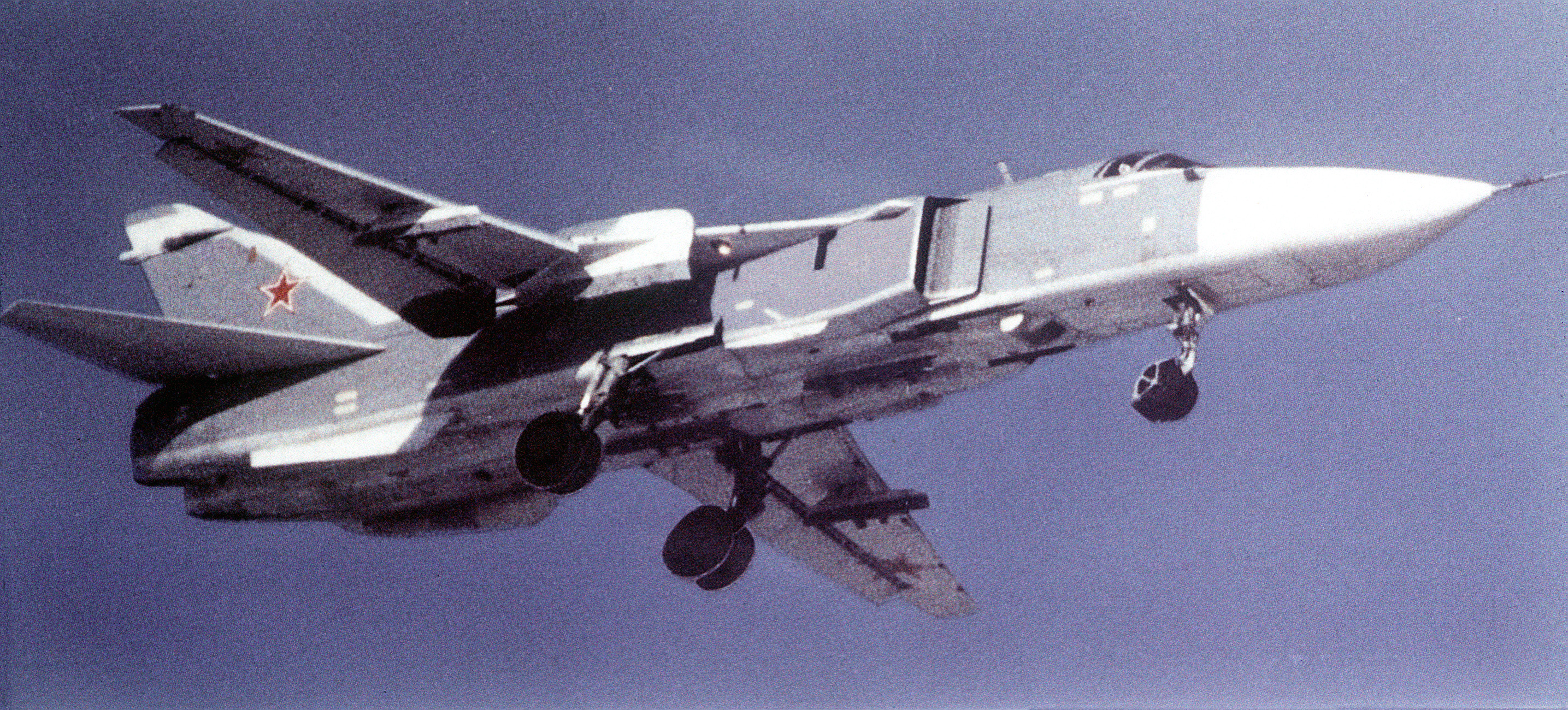
Su-24 Fencer

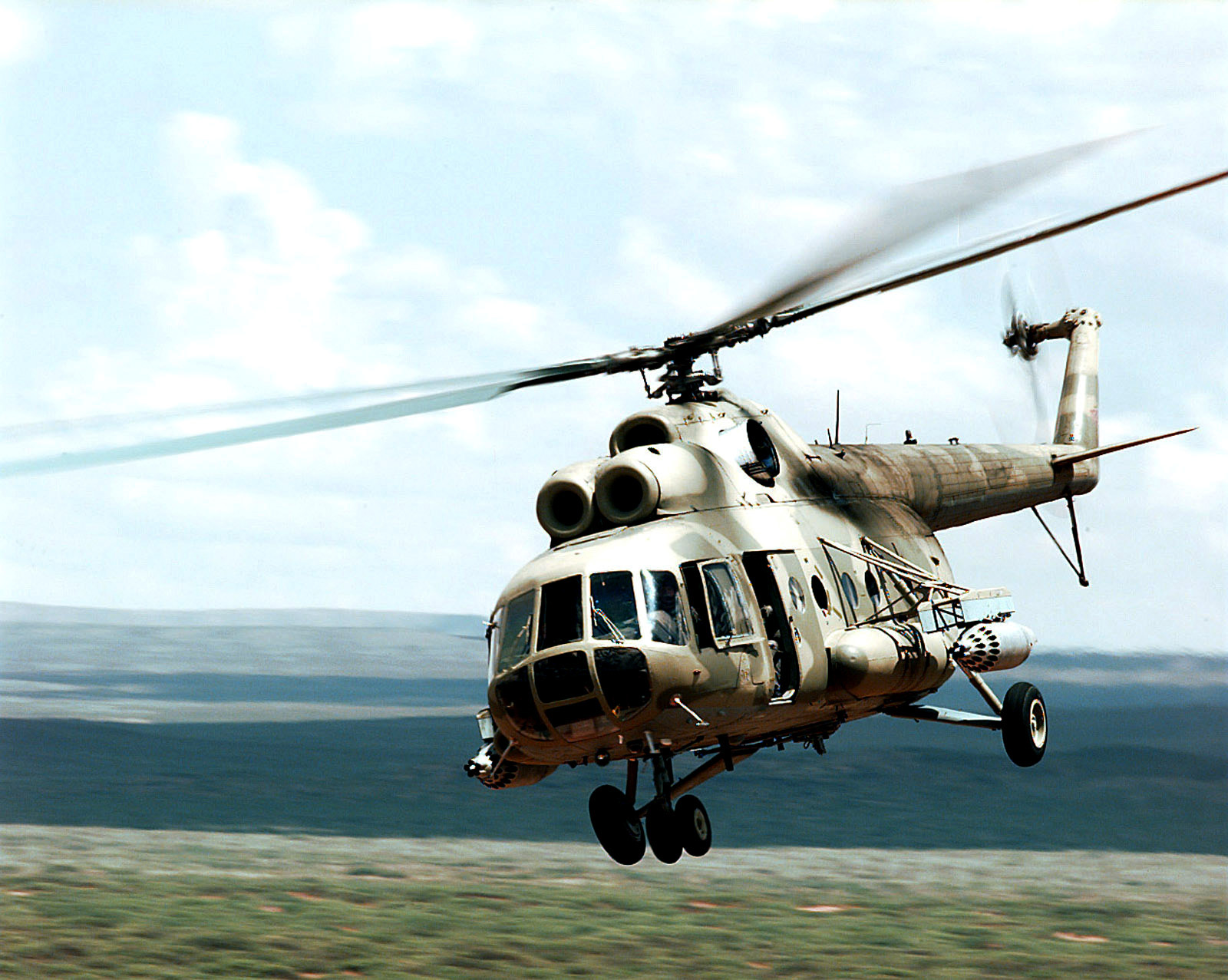
Mi-8 Hip

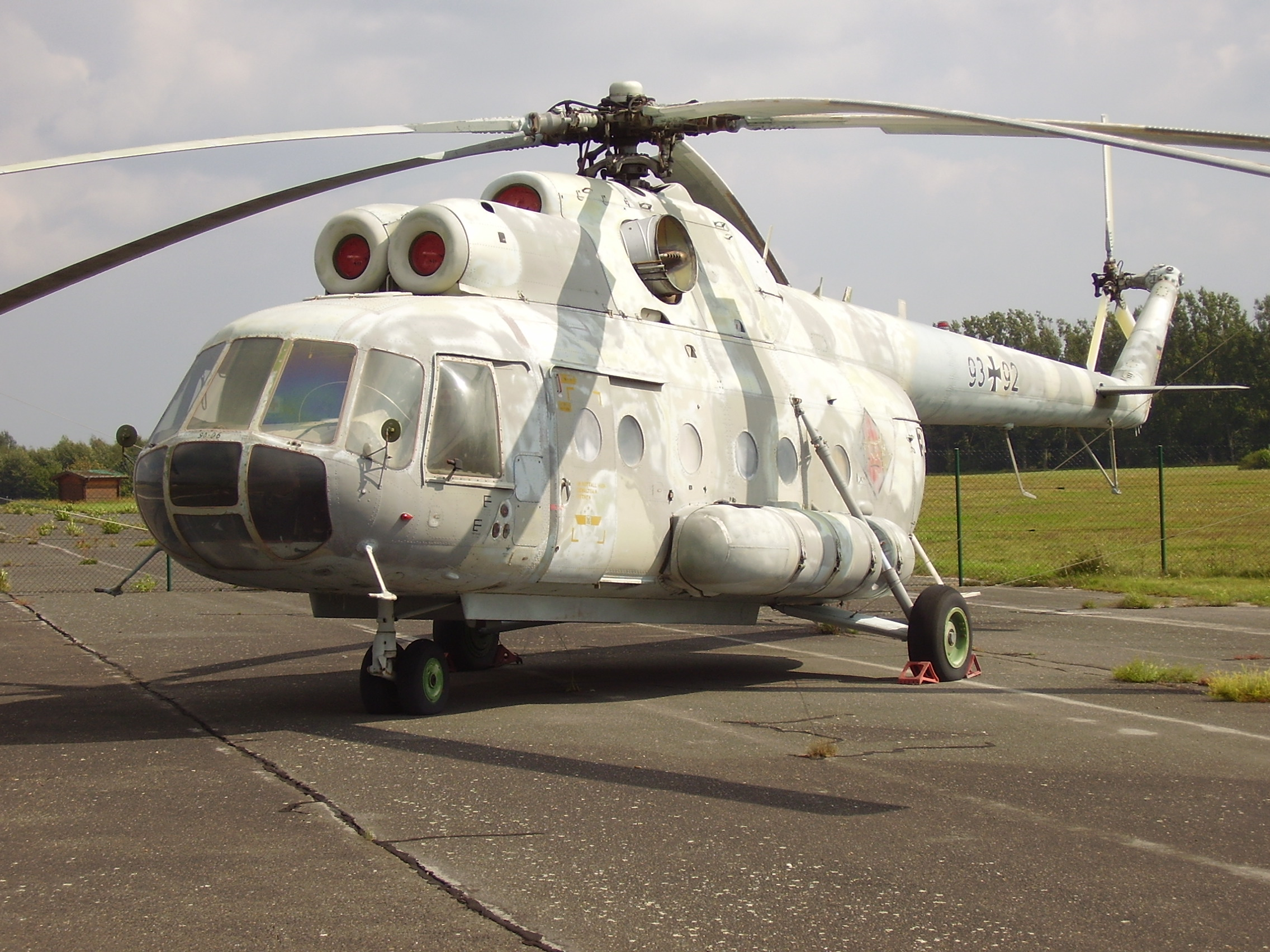
Mi-8IV Hip-G

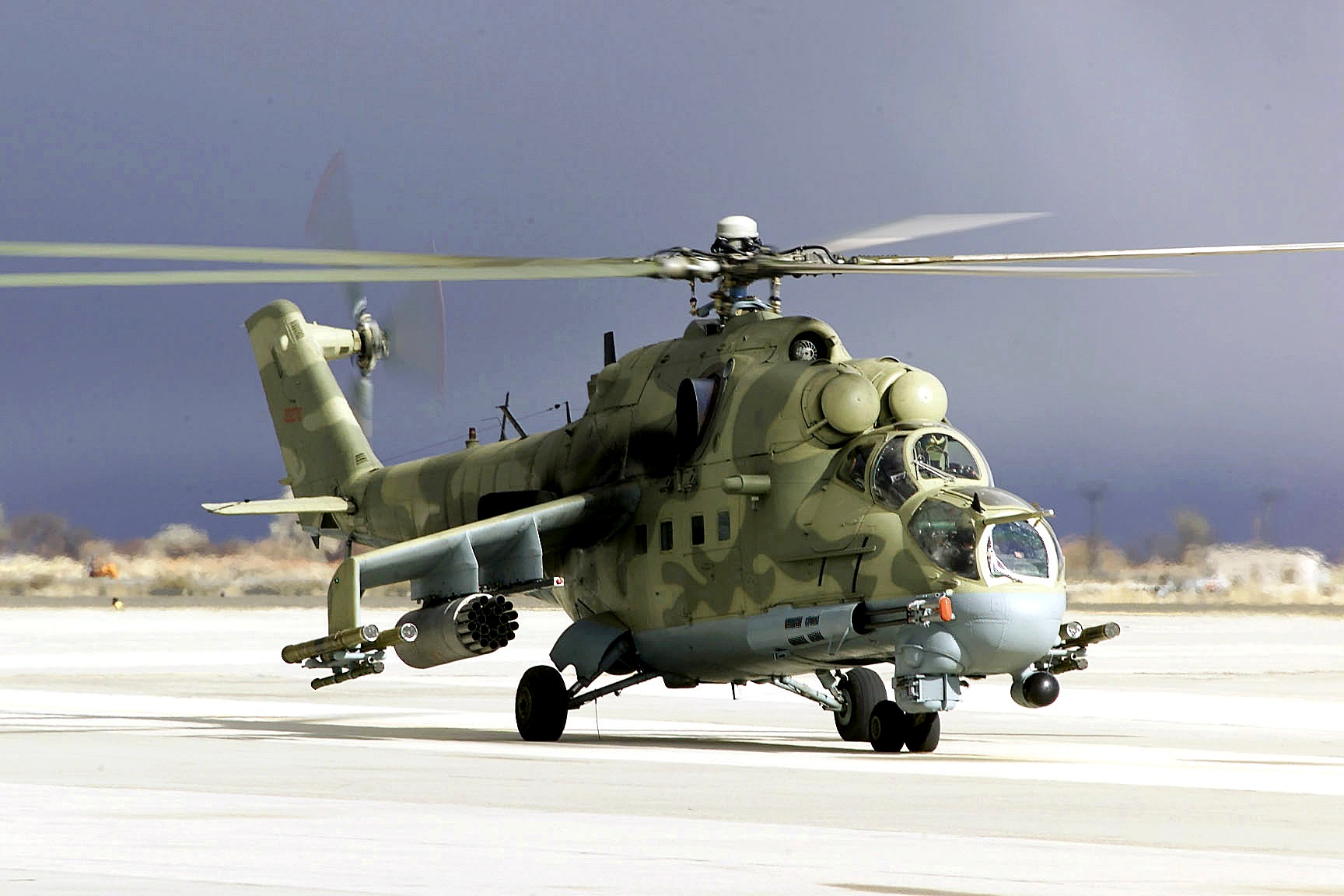
Mi-24 Hind

La Base aérea de Alakurtti (en ruso: Аэродром Алакуртти; ICAO: ; IATA: ), es un aeropuerto militar situado 3 km al noroeste de Alakurtti, en el distrito de Kandalakcha, en el óblast de Murmansk, Rusia. Se encuentra cerca de la frontera con Finlandia.

## Pista
Alakurtti dispone de una pista de hormigón en dirección 12/30 de 2.200x44 m. (7.218x144 pies).

## Operaciones militares
Durante la Segunda Guerra Mundial, entre noviembre de 1941 y enero de 1942 el Grupo de Caza Stavanger (en alemán: Jad-Gruppe Stavanger) de la Luftwaffe ocupó Alakurtti. También lo hizo el Grupo de Caza Kirkenes (en alemán: Jad-Gruppe Kirkines)entre el 5 de diciembre de 1941 y  enero de 1942. Ambas unidades operaban el avión Bf 109E-1. Posteriormente volvió a manos soviéticas.	
Durante la década de los 50 la CIA tuvo sospechas de que la base aérea de Alakurtti era el candidato más probable para el desarrollo de una de las principales bases de bombarderos estratégicos, cosa que no sucedió. Olenya se convirtió en la principal base de bombarderos.
Es sede del Cuarto Regimiento de Bombardero Naval, que utiliza aviones Su-24 Su-24 (designación OTAN: Fencer).
Los servicios de helicópteros fueron proporcionados por el 85 o el 485 OVP volando helicópteros Mi-8 (designación OTAN: Hip), Mi-8IV (designación OTAN: Hip-G) y Mi-24 (designación OTAN: Hind).  El 1 de diciembre de 2009 la unidad fue disuelta y la parte técnica fue trasladada a la base aérea de Monchegorsk.
La base realiza también funciones de control fronterizo.